# Shaowu

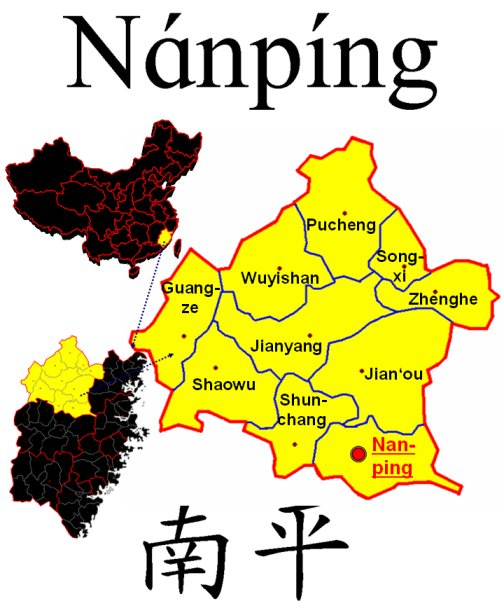
Kreisebene der bezirksfreien Stadt Nanping

Shaowu (chinesisch 邵武市, Pinyin Shàowǔ Shì) ist eine kreisfreie Stadt im Verwaltungsgebiet der bezirksfreien Stadt Nanping in der chinesischen Provinz Fujian. Shaowu hat eine Fläche von 2.857 km² und 273.721 Einwohner (Stand: 2020).

## Administrative Gliederung
Auf Gemeindeebene setzt sich Shaowu aus vier Straßenvierteln, zwölf Großgemeinden und drei Gemeinden zusammen. Diese sind:
- Straßenviertel Zhaoyang (昭阳街道), Sitz der Stadtregierung;
- Straßenviertel Tongtai (通泰街道);
- Straßenviertel Shuibei (水北街道);
- Straßenviertel Shaikou (晒口街道);
- Großgemeinde Chengjiao (城郊镇);
- Großgemeinde Shuibei (水北镇);
- Großgemeinde Xiasha (下沙镇);
- Großgemeinde Weimin (卫闽镇);
- Großgemeinde Yanshan (沿山镇);
- Großgemeinde Nakou (拿口镇);
- Großgemeinde Hongdun (洪墩镇);
- Großgemeinde Dabugang (大埠岗镇);
- Großgemeinde Heping (和平镇);
- Großgemeinde Xiaojiafang (肖家坊镇);
- Großgemeinde Dazhu (大竹镇);
- Großgemeinde Wujiatang (吴家塘镇);
- Gemeinde Guilin (桂林乡);
- Gemeinde Zhangcuo (张厝乡);
- Gemeinde Jinkeng (金坑乡).

## Persönlichkeiten
- Huang Bokai (* 1996), Stabhochspringer
- He Jiting (* 1998), Badmintonspieler